# Carly Pattersonová
Carly Rae Pattersonová (nepřechýleně Patterson; * 4. února 1988 Baton Rouge, Louisiana) je bývalá americká gymnastka.
Je druhou Američankou, která vyhrála zlatou medaili na olympijských hrách ve sportovní gymnastice. Vyhrála ji na Letních olympijských hrách v Aténách v roce 2004. Jejím oblíbeným nářadím byla kladina, na které jako jediná dokázala udělat odskok rondát flik dvojné twist salto skrčmo. S gymnastikou začala v roce 1994 a po olympijských hrách 2004 ukončila svou závodní kariéru. Měří 152 centimetrů a váží asi 44 kilogramů. Jejím trenérem byl Jevgenij Marčenko z klubu World Olympic Gym Academy.